# Miriam Neureuther
Miriam Neureuther (nacida Miriam Gössner, Garmisch-Partenkirchen, 21 de junio de 1990) es una deportista alemana que compitió en biatlón y esquí de fondo. Está casada con el esquiador Felix Neureuther.
Participó en los Juegos Olímpicos de Vancouver 2010, obteniendo una medalla de plata en la prueba de relevos de esquí de fondo.
Ganó dos medallas de oro en el Campeonato Mundial de Biatlón, en los años 2011 y 2012, y una medalla de plata en el Campeonato Mundial de Esquí Nórdico de 2009.

## Palmarés internacional
| Campeonato Mundial | Campeonato Mundial    | Campeonato Mundial | Campeonato Mundial |
| Año                | Lugar                 | Medalla            | Prueba             |
| ------------------ | --------------------- | ------------------ | ------------------ |
| 2011               | Janty-Mansisk (Rusia) | Medalla de oro     | Relevo             |
| 2012               | Ruhpolding (Alemania) | Medalla de oro     | Relevo             |

| Juegos Olímpicos   | Juegos Olímpicos          | Juegos Olímpicos | Juegos Olímpicos |
| Año                | Lugar                     | Medalla          | Prueba           |
| ------------------ | ------------------------- | ---------------- | ---------------- |
| 2010               | Vancouver (Canadá)        | Medalla de plata | Relevo           |
| Campeonato Mundial |                           |                  |                  |
| Año                | Lugar                     | Medalla          | Prueba           |
| 2009               | Liberec (República Checa) | Medalla de plata | Relevo           |